# Gunnar Siik
Knut Gunnar Siik, född 15 juni 1923 i Horndal i By församling i Dalarna, död 30 oktober 2001 i Sundbyberg, var en svensk dekoratör, målare och tecknare.
Han var son till vallonsmeden Gustav Adolf Siik och Olga Johannesdotter samt från 1945 gift med Siri Petersson. Siik växte upp som yngsta barn i en syskonskara med 13 syskon, han flyttade som ung pojke till sin äldre syster i Sundbyberg där han fick anställning som springpojke på butikskedjan Norrmalms Livs. Han visade tidigt anlag för teckning och konstnärlig utformning, och detta uppmärksammades av hans chefer vid butikskedjan som flyttade över honom till dekorationsavdelningen där han fick ansvaret för företagets reklamteckningar samt skyltningen i kedjans butiker. För att förbättra sina tekniska färdighet i teckning studerade han illustrationsteckning och kroki vid Bergs reklamskolas aftonkurser under 1950-talet. Han blev chef för reklamateljén 1965 och när ICA övertog rörelsen 1971 blev han friställd eftersom ICA redan hade en reklamavdelning i Stockholm. Han valde då att istället arbeta med konstnärlig verksamhet och var en period anställd vid Libers utbildningsföretag där han framställde frihandsteckningar. I mitten av 1970-talet vidareutbildade han sig i faktateckning vid Anders Beckmans skola. För Svenska Flaggans Dags brevfrimärken skapade han 1953 teckningen Flagga över Riksdagshusets tak med tre kronor. Som tecknare medverkade han bland annat i Nationalmuseums utställning Unga tecknare 1948 och 1950, han medverkade regelbundet i Sundbybergs konstförenings samlingsutställningar med oljemåleri och teckningar.